# Nico Claesen
Nico Claesen (1 de outubro de 1962) é um ex-futebolista belga que competiu na Copa do Mundo FIFA de 1986 e 1990.